# Microsoft Office XP
Microsoft Office XP is een versie van Microsoft Office. De RTM-versie werd uitgebracht op 5 maart 2001, gevolgd door de lancering op 31 mei 2001 voor het grote publiek. Het is de opvolger van Microsoft Office 2000 en de voorganger van Microsoft Office 2003. Deze versie werd Office 10 genoemd tijdens de ontwikkelingsfase.

## Ondersteuning
Office XP kreeg drie service packs.
- Service Pack 1 (SP1) werd uitgebracht op 11 december 2001 en bevatte diverse verbeteringen wat betreft betrouwbaarheid en performantie. SP1 bevatte ook beveiligingsverbeteringen voor Excel, PowerPoint en Word en loste een probleem op waardoor documenten niet opgeslagen konden worden naar MSN Groups.
- Service Pack 2 (SP2) werd uitgebracht op 21 augustus 2002 en bevatte alle losse, voorgaande updates. Onder deze updates waren ook beveiligingspatches voor Excel en Word voor code in document macros die mogelijk schadelijk was. De Administrative Update-versie van SP2 bevatte alle updates - ook Service Pack 1. De Client Update-versie bevatte Service Pack 1 niet waardoor Service Pack 1 een vereiste was.
- Service Pack 3 (SP3) werd uitgebracht op 30 maart 2004 en bevatte alle voorgaande updates (ook SP1 en SP2) en exclusieve stabiliteitsupdates (gebaseerd op feedback van Office XP-gebruikers).

Algemene ondersteuning voor Office XP eindigde op 11 juli 2006. De uitgebreide ondersteuning eindigde op 12 juli 2011.

## Naamgeving
Microsoft Office XP werd in hetzelfde jaar uitgebracht als Windows XP. Ondanks de "XP"-naamgeving heeft het pakket Windows XP niet nodig: Office XP is compatibel met Windows NT 4.0 Service Pack 6a, Windows 98 SE, Windows 2000, Windows ME, Windows Vista en Windows 7.
Office XP ondersteunt Windows 95 niet: Office 2000 is de laatste compatibele versie voor Windows 95. Office XP is de laatste versie met ondersteuning voor Windows 98 SE, Windows ME en Windows NT 4.0. De individuele onderdelen binnenin Office XP hadden het achtervoegsel "2002" in plaats van "XP", bijvoorbeeld "Word 2002".

## Nieuwe functies
Microsoft Office XP is een belangrijke upgrade met diverse nieuwe functies en verbeteringen:
- Veilige modus
- Smart tags
- Productactivering
- Spraak- en handschriftherkenning
- Klembord
- Takenpaneel

### Gebruikersinterface
In Office XP heeft Microsoft een aantal verbeteringen aangebracht om de interface duidelijker te maken. De Office Assistent is standaard uitgeschakeld. Microsoft beweerde immers in hun campagne voor Office XP dat Office XP zo gebruiksvriendelijk was dat de Office Assistant overbodig was.

### Betrouwbaarheid
Microsoft introduceerde een aantal functies om de betrouwbaarheid van Microsoft Office te verbeteren:
- Programmaherstel: gebruikers kunnen op een veilige manier niet-reagerende Office-programma's herstarten of afsluiten zonder dat de wijzigingen aan de open documenten verloren gaan. Hiervoor werd een hulpmiddel ontwikkeld dat beschikbaar was vanuit de map "Office Tools" in het startmenu van Windows.
- Automatisch herstellen: Excel, PowerPoint, Publisher en Word slaan periodiek open documenten op in de achtergrond zodat de laatste revisie geopend kan worden indien er zich een fout voordoet. Gebruikers kunnen instellen hoe frequent open documenten opgeslagen worden. Gebruikers kunnen bij herstel ervoor kiezen om de laatste revisie weg te gooien, het bestaande bestand te overschrijven met de laatste revisie of de laatste revisie op te slaan in een nieuw bestand.
- Documenten herstellen: Access, Excel, PowerPoint en Word geven de gebruikers een mogelijkheid om direct open documenten op te slaan om gegevensverlies te voorkomen voordat een Office-programma wordt afgesloten of herstart vanwege een fout.
- Fouten melden: Gebruikers kunnen fouten melden aan Microsoft ter analyse om Office XP te verbeteren. Oplossingen voor veelvoorkomende foutmeldingen werden in een van de drie service packs beschikbaar gesteld.
- Herstellen en uitpakken: Excel en Word kunnen automatisch corrupte documenten herkennen en herstellen. Gebruikers kunnen ook manueel documenten herstellen in Excel en Word.
- Veilige modus: Als Office XP-programma's er niet in slagen om op de normale wijze te starten, zullen deze starten in veilige modus. Dit is een diagnostische modus die programma's toelaat de bron van het opstartprobleem te omzeilen.

### Beveiliging
Excel, PowerPoint en Word bevatten wachtwoordencryptie-opties gebaseerd op CryptoAPI. Daarnaast kunnen alle Office XP-programma's documenten digitaal ondertekenen.

## Verwijderde functies
- Enkele add-ins in Excel 2002
- De .DBF voorbeeldbestanden in Excel 2002
- Microsoft Query
- Enkele add-ins in PowerPoint 2002
- Microsoft Binder (vervangen door Microsoft Unbinder)
- Small Business Customer Manager
- Microsoft Map in Excel 2002
- Enkele functies in Outlook 2002

## Edities
| Programma's en functies | Standard voor Studenten en Leraren | Standard | Standard (alleen upgrade) | Microsoft Office Plus! | Microsoft Office Small Business | Professional | Professional Special (alleen upgrade) | Professional met Publisher | Professional met FrontPage | Developer |
| ----------------------- | ---------------------------------- | -------- | ------------------------- | ---------------------- | ------------------------------- | ------------ | ------------------------------------- | -------------------------- | -------------------------- | --------- |
| Word 2002               | Ja                                 | Ja       | Ja                        | Ja                     | Ja                              | Ja           | Ja                                    | Ja                         | Ja                         | Ja        |
| Excel 2002              | Ja                                 | Ja       | Ja                        | Ja                     | Ja                              | Ja           | Ja                                    | Ja                         | Ja                         | Ja        |
| Outlook 2002            | Ja                                 | Ja       | Ja                        | Ja                     | Ja                              | Ja           | Ja                                    | Ja                         | Ja                         | Ja        |
| PowerPoint 2002         | Ja                                 | Ja       | Ja                        | Ja                     | Nee                             | Ja           | Ja                                    | Ja                         | Ja                         | Ja        |
| Access 2002             | Nee                                | Nee      | Ja                        | Ja                     | Nee                             | Ja           | Ja                                    | Ja                         | Ja                         | Ja        |
| Publisher 2002          | Nee                                | Nee      | Nee                       | Ja                     | Ja                              | Nee          | Ja                                    | Ja                         | Nee                        | Nee       |
| FrontPage 2002          | Nee                                | Nee      | Nee                       | Nee                    | Nee                             | Nee          | Nee                                   | Nee                        | Ja                         | Ja        |
| Developer tools         | Nee                                | Nee      | Nee                       | Nee                    | Nee                             | Nee          | Nee                                   | Nee                        | Nee                        | Ja        |
| MapPoint 2002           | Nee                                | Nee      | Nee                       | Nee                    | Nee                             | Nee          | Nee                                   | Nee                        | Nee                        | Nee       |
| Visio 2002              | Nee                                | Nee      | Nee                       | Nee                    | Nee                             | Nee          | Nee                                   | Nee                        | Nee                        | Nee       |
| Project 2002            | Nee                                | Nee      | Nee                       | Nee                    | Nee                             | Nee          | Nee                                   | Nee                        | Nee                        | Nee       |